# 陳可 (乒乓球運動員)
陳可（1997年3月26日—），女，江苏南京人，中国乒乓球运动员。2017年亞洲乒乓球錦標賽获得女子双打亚军。